# Acrotrema dissectum
Acrotrema dissectum är en tvåhjärtbladig växtart som beskrevs av Thw. Acrotrema dissectum ingår i släktet Acrotrema och familjen Dilleniaceae. Inga underarter finns listade i Catalogue of Life.